# Premio al mejor Baloncestista Masculino del Año de la Western Athletic Conference
El Premio al mejor Baloncestista Masculino del Año de la Western Athletic Conference (en inglés, Western Athletic Conference Men's Basketball Player of the Year) es un galardón que otorga la Western Athletic Conference al jugador de baloncesto masculino más destacado del año. El premio fue entregado por primera vez en la temporada 1980–81. Keith Van Horn de Utah y Nick Fazekas de Nevada son los únicos jugadores que han ganado el premio en tres ocasiones. Otros tres jugadores —Michael Cage, Josh Grant y Melvin Ely— lo han ganado dos veces. Danny Ainge, el primer ganador del premio, recibió también el Premio John R. Wooden en la temporada 1980–81.
Utah es la universidad con más premiados con siete. Ha habido cuatro empates a lo largo de la historia del premio, especialmente en la temporada 1982–83, en la que hubo triple ganador.

## Ganadores

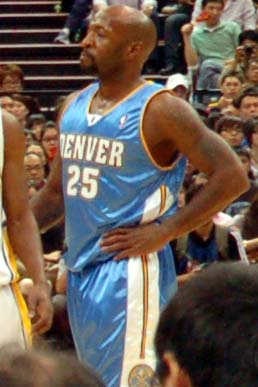
Anthony Carter compartió el premio en 1997 con Hawái.

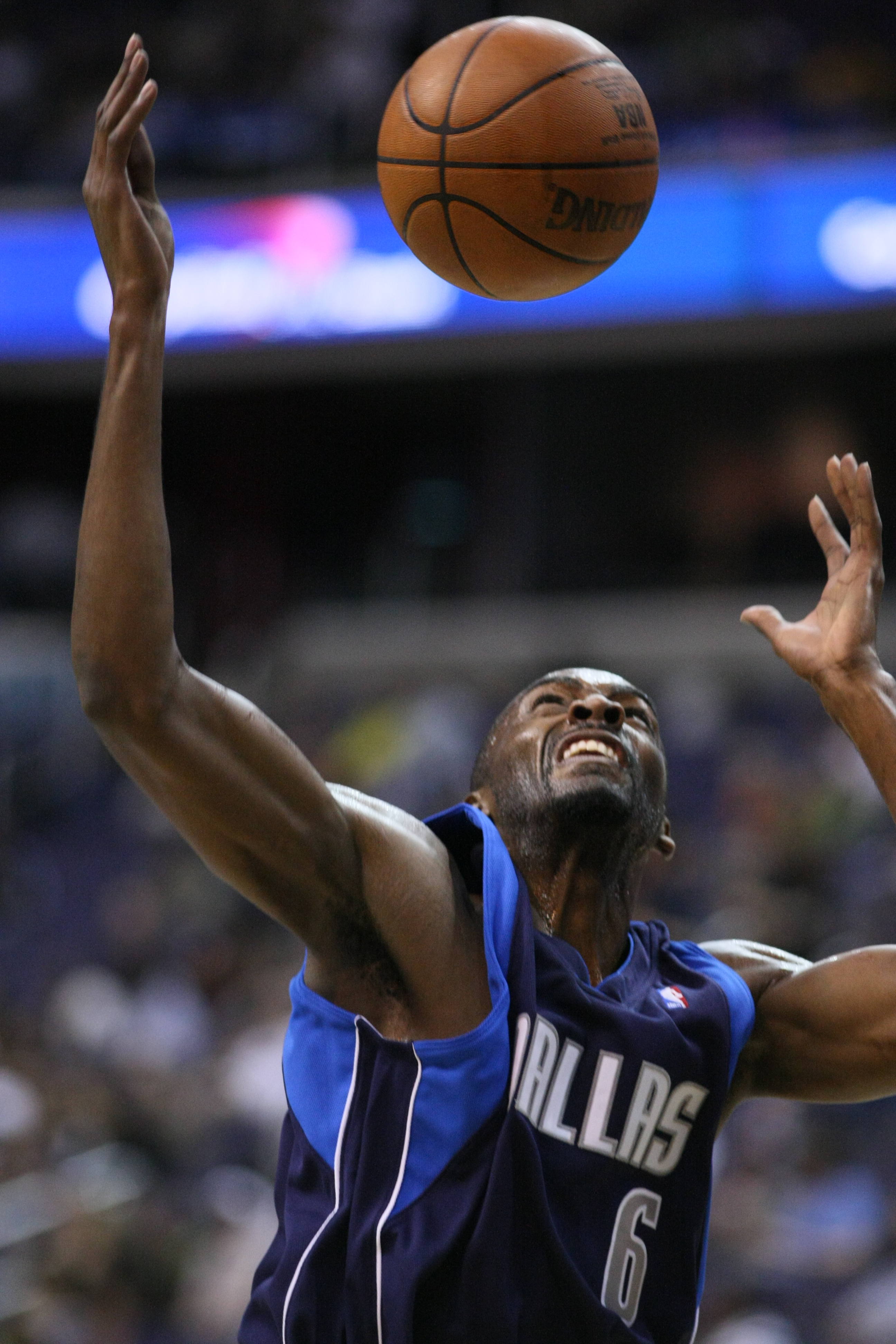
Quinton Ross ganó el premio en 2003 con Southern Methodist.

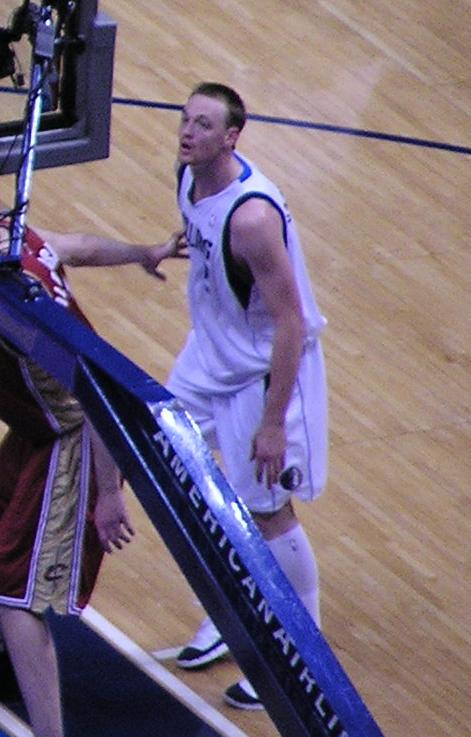
Keith Van Horn ganó el premio en tres ocasiones (1995-97) con Utah.

| †           | Co-Jugadores del Año                                                                                                |
| *           | Ganador del premio al mejor universitario del año: el Naismith College Player of the Year o el John R. Wooden Award |
| Jugador (X) | Denota el número de veces que ha conseguido el galardón                                                             |

| Temporada | Jugador            | Universidad        | Posición          | Curso     |
| --------- | ------------------ | ------------------ | ----------------- | --------- |
| 1980–81   | Danny Ainge*       | BYU                | Escolta           | Senior    |
| 1981–82   | Bill Garnett       | Wyoming            | Alero             | Senior    |
| 1982–83†  | Michael Cage       | San Diego State    | Pívot             | Junior    |
| 1982–83†  | Devin Durrant      | BYU                | Alero             | Junior    |
| 1982–83†  | Pace Mannion       | Utah               | Escolta           | Senior    |
| 1983–84   | Michael Cage (2)   | San Diego State    | Pívot             | Senior    |
| 1984–85   | Timo Saarelainen   | BYU                | Ala-Pívot         | Senior    |
| 1985–86   | Anthony Watson     | San Diego State    | Alero             | Senior    |
| 1986–87   | Fennis Dembo       | Wyoming            | Alero             | Senior    |
| 1987–88   | Mike Smith         | BYU                | Escolta           | Junior    |
| 1988–89   | Tim Hardaway       | UTEP               | Base              | Senior    |
| 1989–90   | Mike Mitchell      | Colorado State     | Alero             | Senior    |
| 1990–91   | Josh Grant         | Utah               | Ala-Pívot         | Junior    |
| 1991–92   | Reggie Slater      | Wyoming            | Alero             | Senior    |
| 1992–93   | Josh Grant (2)     | Utah               | Ala-Pívot         | Senior    |
| 1993–94   | Greg Brown         | New Mexico         | Base              | Senior    |
| 1994–95   | Keith Van Horn     | Utah               | Escolta / Alero   | Sophomore |
| 1995–96   | Keith Van Horn (2) | Utah               | Escolta / Alero   | Junior    |
| 1996–97†  | Anthony Carter     | Hawái              | Base              | Junior    |
| 1996–97†  | Keith Van Horn (3) | Utah               | Escolta / Alero   | Senior    |
| 1997–98†  | Lee Nailon         | Texas Christian    | Ala-Pívot         | Junior    |
| 1997–98†  | Clayton Shields    | New Mexico         | Escolta / Alero   | Senior    |
| 1998–99†  | Andre Miller       | Utah               | Base              | Senior    |
| 1998–99†  | Jeryl Sasser       | Southern Methodist | Escolta           | Sophomore |
| 1999–00   | Courtney Alexander | Fresno State       | Escolta           | Senior    |
| 2000–01   | Melvin Ely         | Fresno State       | Pívot             | Junior    |
| 2001–02   | Melvin Ely (2)     | Fresno State       | Pívot             | Senior    |
| 2002–03   | Quinton Ross       | Southern Methodist | Ala-Pívot         | Senior    |
| 2003–04   | Kirk Snyder        | Nevada             | Escolta / Alero   | Junior    |
| 2004–05   | Nick Fazekas       | Nevada             | Ala-Pívot / Pívot | Sophomore |
| 2005–06   | Nick Fazekas (2)   | Nevada             | Ala-Pívot / Pívot | Junior    |
| 2006–07   | Nick Fazekas (3)   | Nevada             | Ala-Pívot / Pívot | Senior    |
| 2007–08   | Jaycee Carroll     | Utah State         | Escolta           | Senior    |
| 2008–09   | Gary Wilkinson     | Utah State         | Alero             | Senior    |
| 2009–10   | Luke Babbitt       | Nevada             | Ala-Pívot         | Sophomore |
| 2010–11   | Tai Wesley         | Utah State         | Ala-Pívot         | Senior    |
| 2011–12   | Deonte Burton      | Nevada             | Base              | Sophomore |
| 2012–13   | Kyle Barone        | Idaho              | Pívot             | Senior    |
| 2013–14   | Daniel Mullings    | New Mexico State   | Escolta           | Junior    |
| 2014–15   | Martez Harrison    | UMKC               | Escolta / Base    | Sophomore |
| 2015–16   | Pascal Siakam      | New Mexico State   | Ala-Pívot         | Sophomore |
| 2016–17   | Ian Baker          | New Mexico State   | Base              | Senior    |
| 2017–18   | Jemerrio Jones     | New Mexico State   | Ala-Pívot         | Senior    |
| 2018–19   | Jake Toolson       | Utah Valley        | Escolta           | Junior    |
| 2019–20   | Milan Acquaah      | California Baptist | Escolta           | Junior    |
| 2020–21   | Fardaws Aimaq      | Utah Valley        | Pívot             | Sophomore |
| 2021–22   | Teddy Allen        | New Mexico State   | Escolta           | Junior    |
| 2022–23   | Qua Grant          | Sam Houston        | Base              | Senior    |
| 2023–24   | Tyon Grant-Foster  | Grand Canyon       | Escolta           | Graduado  |
| 2024–25   | Dominick Nelson    | Utah Valley        | Base              | Junior    |

## Ganadores por universidad
| Universidad (en WAC desde) | Premios | Años                                        |
| -------------------------- | ------- | ------------------------------------------- |
| Utah (1962)                | 7       | 1983†, 1991, 1993, 1995, 1996, 1997†, 1999† |
| Nevada (2000)              | 6       | 2004, 2005, 2006, 2007, 2010, 2012          |
| New Mexico State (2005)    | 5       | 2014, 2016, 2017, 2018, 2022                |
| BYU (1962)                 | 4       | 1981, 1983†, 1985, 1988                     |
| Fresno State (1992)        | 3       | 2000, 2001, 2002                            |
| San Diego State (1978)     | 3       | 1983†, 1984, 1986                           |
| Wyoming (1962)             | 3       | 1982, 1987, 1992                            |
| Utah State (2005)          | 3       | 2008, 2009, 2011                            |
| Utah Valley (2013)         | 3       | 2019, 2021, 2025                            |
| New Mexico (1962)          | 2       | 1994, 1998†                                 |
| Southern Methodist (1996)  | 2       | 1999†, 2003                                 |
| Sam Houston (2021)         | 1       | 2023                                        |
| California Baptist (2018)  | 1       | 2020                                        |
| Kansas City (2013)         | 1       | 2015                                        |
| Colorado State (1967)      | 1       | 1990                                        |
| Hawái (1979)               | 1       | 1997                                        |
| Texas Christian (1996)     | 1       | 1998†                                       |
| UTEP (1967)                | 1       | 1989                                        |
| Idaho (2005)               | 1       | 2013                                        |
| Grand Canyon (2013)        | 1       | 2024                                        |
| Boise State (2001)         | 0       | —                                           |
| Louisiana Tech (2001)      | 0       | —                                           |
| San Jose State (1996)      | 0       | —                                           |
| Abilene Christian (2021)   | 0       | —                                           |
| Chicago State (2013)       | 0       | —                                           |
| CSU Bakersfield (2013)     | 0       | —                                           |
| Denver (2012)              | 0       | —                                           |
| Lamar (2021)               | 0       | —                                           |
| Seattle (2012)             | 0       | —                                           |
| Stephen F. Austin (2021)   | 0       | —                                           |
| Tarleton (2020)            | 0       | —                                           |
| Texas State (2012)         | 0       | —                                           |
| UT Arlington (2012/2022)   | 0       | —                                           |
| Utah Tech (2020)           | 0       | —                                           |
| UTRGV (2013)               | 0       | —                                           |
| UTSA (2012)                | 0       | —                                           |